# Hoya lacunosa
Hoya lacunosa is een plant uit de maagdenpalmfamilie (Apocynaceae).
De plant wordt gevonden in Indonesië en Maleisië in de tropische oerwouden.
Het is een epifyt met ranke uitlopers. De plant nestelt zich in de oksels van bomen en laat de bladstengels naar beneden groeien.
De bladeren zijn donkergroen en lancetvormig en glad. Het bladformaat is 3 tot 6 centimeter lang en 1,5 tot 2,5 centimeter breed. De bladeren zijn geaderd en hebben soms kleine vlekjes.
De 8 millimeter grote bloemen zijn opstaand en pluizig en crèmewit met een geel hart. Ze groeien in trossen van vijftien tot vijfentwintig stuks. In de avond zijn de bloemen sterk geurend en produceren weinig necter. Na vijf dagen vallen de bloemen af.